# Hieronyma
Hieronyma is de botanische naam van een genus van bomen in Zuid-Amerika. Traditioneel wordt het ingedeeld in de wolfsmelkfamilie. 
Het geslacht is bekend als houtleverancier, alsook omdat er drie verschillende spellingen bestaan voor de naam: Hieronyma, Hyeronima en Hieronima. De eerste hiervan is de klassieke spelling (vergelijk Hieronymus Bosch) en is nu officieel vastgelegd als de enige correcte.
Soorten
1. Hieronyma alchorneoides - Zuid-Mexico, Centraal-Amerika, Zuid-Amerika, West-Indië. Deze houtsoort werd gebruikt om klarinetten te maken.
2. Hieronyma antioquensis - Colombia
3. Hieronyma asperifolia - Ecuador, Colombia
4. Hieronyma clusioides - Cuba (eiland), Puerto Rico
5. Hieronyma crassistipula - Isla de la Juventud
6. Hieronyma cubana - Cuba
7. Hieronyma domingensis - Hispaniola
8. Hieronyma duquei - Peru, Ecuador, Colombia, Venezuela
9. Hieronyma fendleri -  Zuidelijk deel van Mexico, Centraal-Amerika, Noordwest- en West-Zuid-Amerika
10. Hieronyma havanensis - Cuba
11. Hieronyma huilensis - - Colombia, Noord-west Venezuela
12. Hieronyma jamaicensis - Jamaica
13. Hieronyma macrocarpa - gebied vanaf Venezuela tot Peru
14. Hieronyma montana - Dominicaanse Republiek
15. Hieronyma nipensis - Oost-Cuba
16. Hieronyma oblonga - Zuid-Mexico, Centraal-Amerika, Zuid-Amerika
17. Hieronyma ovata - Oost-Cuba
18. Hieronyma paucinervis - Oost-Cuba
19. Hieronyma reticulata - Bolivia
20. Hieronyma rufa - Colombia
21. Hieronyma scabrida - Ecuador, Colombia

... · 
Acalypha · 
Adriana · 
Agrostistachys · 
Alchornea · 
Aleurites · 
Anthostema · 
Blachia · 
Chrozophora · 
Cnidosculus · 
Croton · 
Dalechampia · 
Euphorbia (Wolfsmelk) · 
Hevea · 
Hieronyma · 
Hippomane · 
Homalanthus · 
Hura · 
Hylandia · 
Jatropha · 
Mabea · 
Macaranga · 
Mallotus · 
Manihot · 
Mercurialis (Bingelkruid) · 
Plukenetia · 
Ricinus · 
Sebastiania · 
Shirakiopsis · 
Tragia · 
...